# Château de Saint-Jean

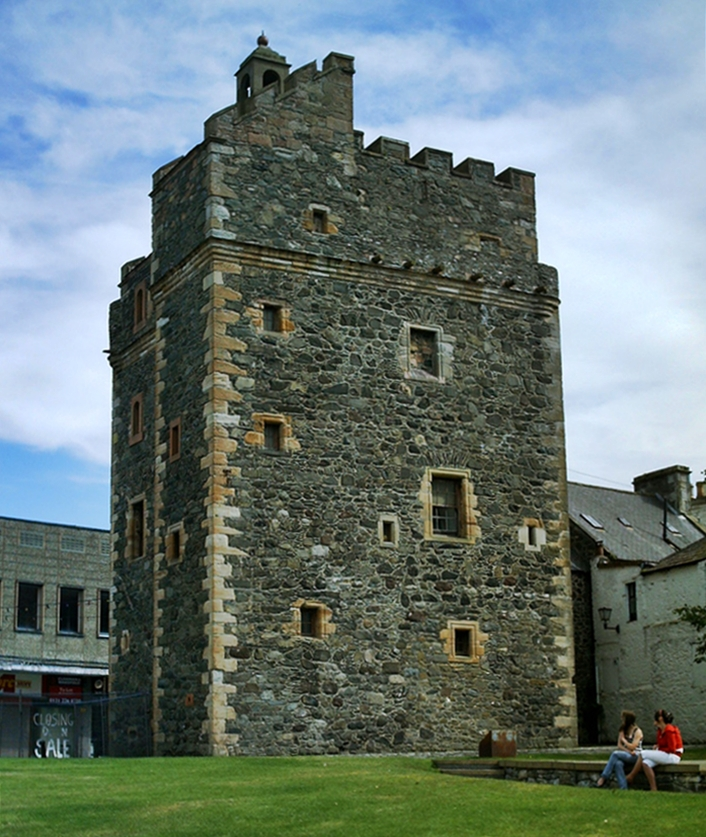
Château de Saint-Jean

Le château de Saint-Jean, ou château Saint-John, est une maison-tour du seizième siècle en forme de L, situé dans le centre de Stranraer, dans le district de Dumfries and Galloway dans le sud-ouest de l'Écosse. Il a été construit par les Adairs de Kilhilt vers 1510. Il a été utilisé comme maison, tribunal, prison et également comme garnison militaire dans les années 1680. Le château a été rénové dans les années 1980 et est aujourd'hui un musée.